# Liceo Niccolò Machiavelli
Il liceo statale "Niccolò Machiavelli" è una scuola superiore nel centro storico di Firenze, in Oltrarno, intitolata a Niccolò Machiavelli. L’istituto offre gli indirizzi liceo classico, liceo delle scienze umane,  liceo delle scienze umane ad opzione economico-sociale, liceo linguistico internazionale e liceo scientifico internazionale. Conta una popolazione studentesca di circa 1600 ragazzi, e questo lo rende la seconda scuola superiore più grande della città e della provincia. Fondato nel 1968 e sito originariamente in un edificio che era appartenuto alla Brigata "Friuli" nella Fortezza da Basso, dal 2004 ha sede nel Palazzo Rinuccini, in Via S. Spirito 39. La succursale, che ospita gli indirizzi linguistico internazionale e scientifico internazionale, è ubicata invece in Palazzo Frescobaldi, detto anche Palazzo Della Missione, che dopo l’unità d’Italia accolse il Reale Istituto Superiore di Magistero Femminile.

## Storia

### Liceo Ginnasio Niccolò Machiavelli
Il Liceo Ginnasio Niccolò Machiavelli venne creato nel 1968, a seguito del trasferimento dal demanio militare a quello civile, avvenuto l'anno precedente, della Fortezza da Basso. È il più giovane liceo classico della città. L'edificio che ospitava il liceo oggi è il padiglione Machiavelli del centro fiere alla Fortezza, per il quale sono stati effettuati nel biennio 2020-2021 lavori di ristrutturazione.

### Istituto Magistrale Gino Capponi

#### Scuola magistrale sperimentale femminile
Nel 1860 nacque in Palazzo Frescobaldi la Scuola Magistrale e Sperimentale Femminile, una delle nove in Italia del genere, scuola sperimentale con quadri orari diversi dal resto delle scuole magistrali d'Italia. La scuola sperimentale venne soppressa nel 1869 e, dopo il suo riordino ad opera di un’apposita commissione, al suo posto venne creata la Scuola Normale Femminile di Firenze che continuò ad operare fino al 1924, anno della sua riconversione in Istituto Magistrale.

#### Regio Istituto Superiore di Magistero
Dal 1882 e fino al 1901, anno in cui si spostò in via del Parione Palazzo Frescobaldi ospitò anche il Regio Istituto Femminile Superiore di Magistero, uno degli unici due in Italia, insieme a quello di Roma. Nel 1901 la scuola assunse una sua sede indipendente.

#### Istituto Magistrale
Nel 1924, a seguito della riforma Gentile che abolì la scuola Normale e creò gli istituti Magistrali, la scuola fu riconvertita in Istituto Magistrale e venne intitolata a Gino Capponi. Sotto forma di Istituto Magistrale la scuola continuò ad esistere fino al 1997, anno in cui fu accorpata con il Liceo Ginnasio Niccolò Machiavelli.

### Liceo Statale Niccolò Machiavelli (o Machiavelli-Capponi)
L'attuale Liceo Statale Niccolò Machiavelli nasce nel 1997 dall'accorpamento delle due istituzioni scolastiche sopracitate. Nel 2004, a causa dell'avvio di un intervento di ristrutturazione e riutilizzo della Fortezza da basso il liceo classico, ancora alla Fortezza, si trasferì in Palazzo Rinuccini, già sede dell'Istituto Professionale Lucrezia Tornabuoni, e ristrutturato proprio in quell'anno. L'istituto Magistrale (ora delle Scienze Umane) venne spostato dalla sua sede storica in Palazzo Rinuccini e in Palazzo Frescobaldi nacquero gli Indirizzi Internazionale Linguistico e Scientifico, che prevedono il biennio comune.

## Architettura

### Palazzo Rinuccini (sede)

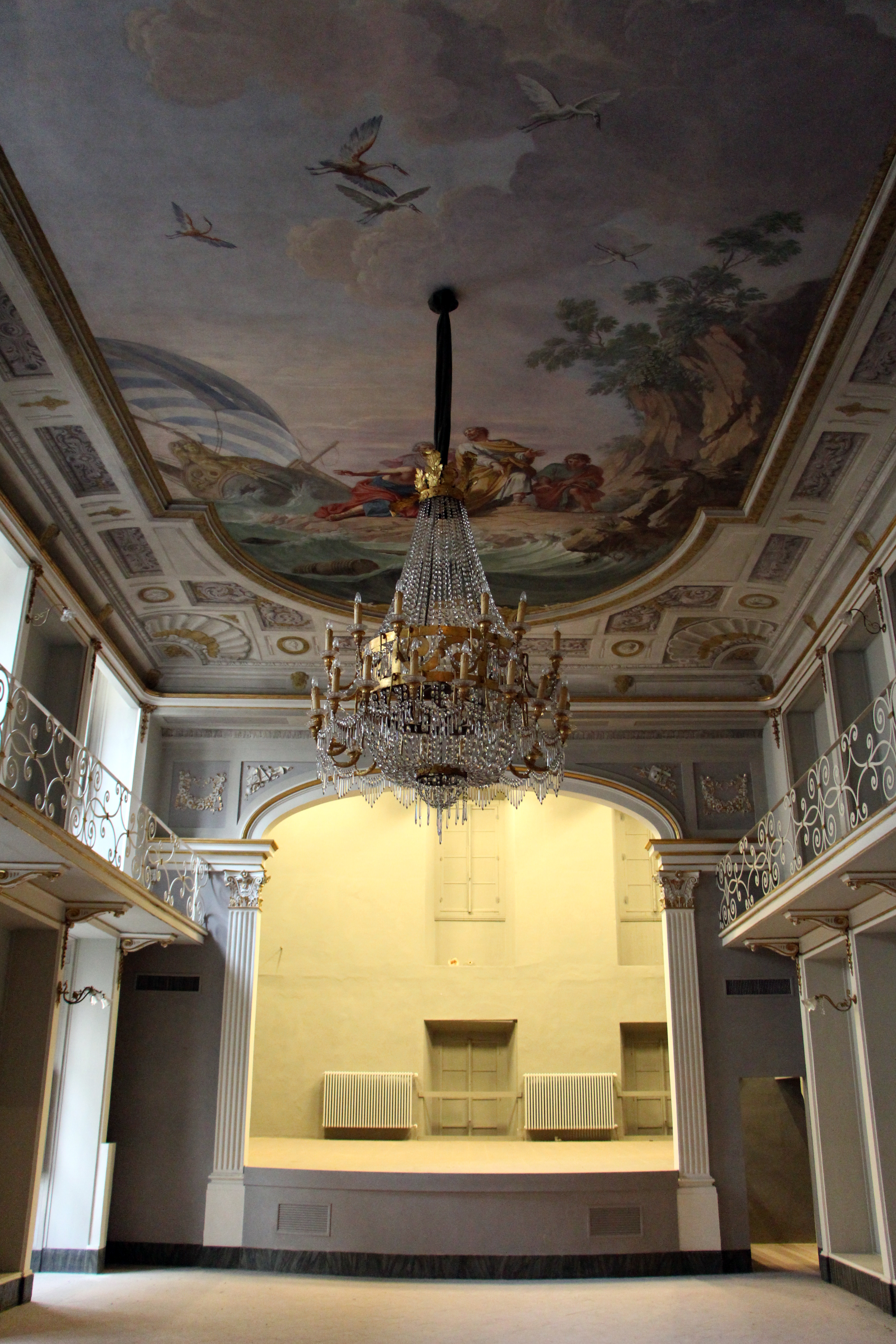
Il teatro di Palazzo Rinuccini

Palazzo Rinuccini è in realtà l'unione di più palazzi adiacenti costruiti separati e poi uniti nel Settecento da un'unica facciata. Oltre alla facciata, nel Settecento furono eseguiti altri importanti lavori: le scale, il giardino e molti degli affreschi e delle statue risalgono a quell'epoca. Tra il Settecento e l'Ottocento i Rinuccini acquistarono alcuni edifici limitrofi, con i quali ampliarono il palazzo per farne delle stalle. Nel secolo successivo alcune parti delle antiche stalle diventarono il Teatro Rinuccini, oggi annesso all’istituto e utilizzato dalla scuola per rappresentazioni teatrali e conferenze. Dopo la fine degli eredi maschi della famiglia, il palazzo passò alle figlie dell'ultimo erede. Successivamente venne acquistato dal comune, adibito ad istituto professionale (Istituto Professionale Lucrezia Tornabuoni) e poi, nel 1997, acquistato dalla provincia, ristrutturato e adibito a sede del liceo Machiavelli nel 2004.

### Palazzo Frescobaldi o della Missione (succursale)

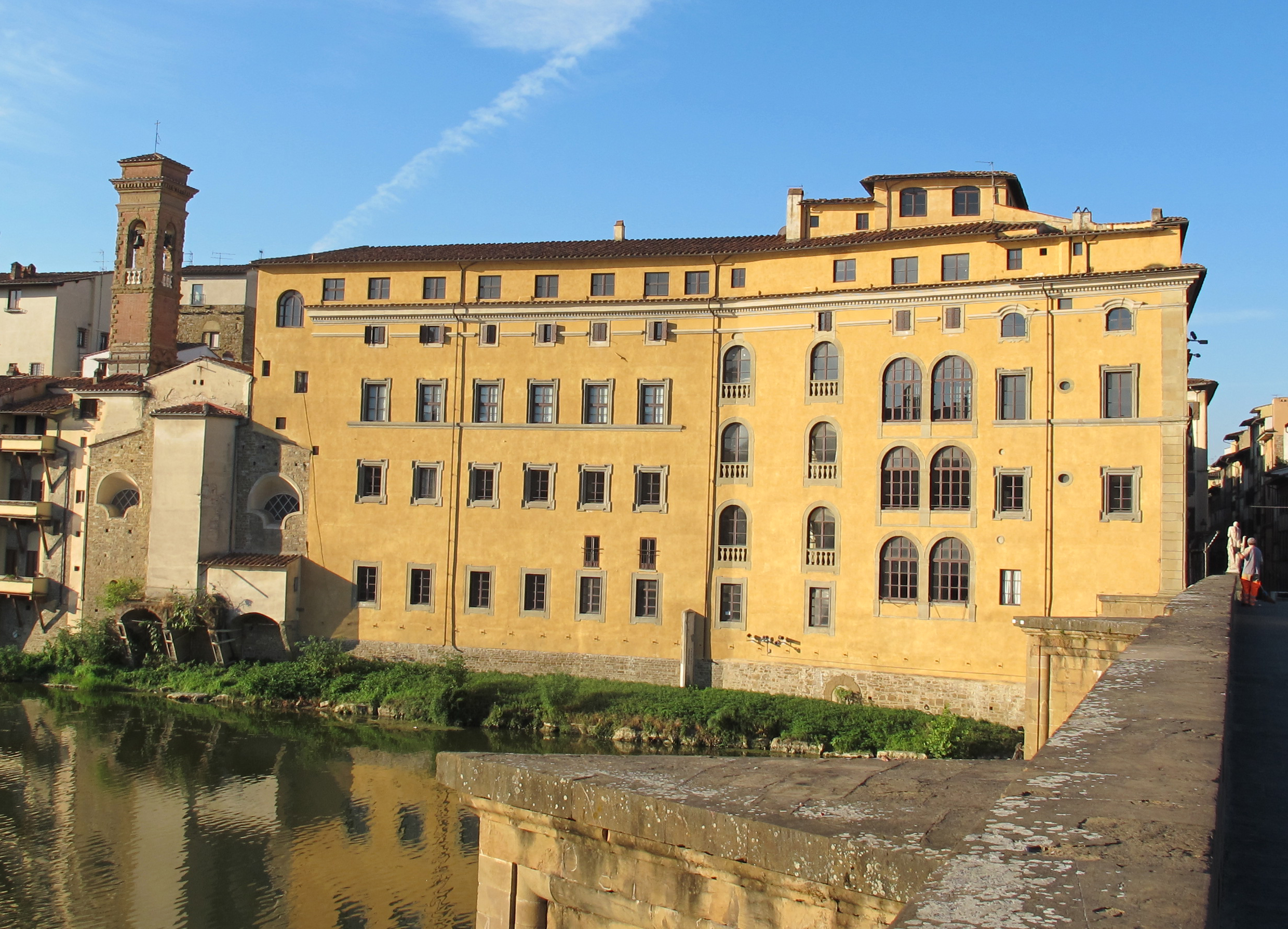
Il Palazzo della Missione

Il Palazzo della Missione è costruito dove un tempo era il più importante palazzo della famiglia Frescobaldi. Di questo antico palazzo rimane poco o niente: fu distrutto da un incendio tra il Duecento e il Trecento e poi parzialmente demolito e ricostruito nel Cinquecento. Dal XVI secolo fu occupato da varie congregazioni religiose; durante il periodo di Firenze Capitale fu sede del Ministero della Marina, per poi diventare definitivamente edificio scolastico.

## Biblioteca
La biblioteca comprende i fondi degli ex istituti Machiavelli (oltre 6000 volumi) e Capponi (oltre 8000 volumi). Dall'anno 2017, inoltre, è iniziata la catalogazione secondo il sistema Decimale Dewey. Il catalogo online è accessibile dal sito ufficiale.

## Sperimentazione classe "Confucio"
Dal 2013, prima in Toscana, la scuola ha attivato, in collaborazione con l'universitá Sant'Anna di Pisa e con l'università di Chongqing in Cina, il progetto Confucio, che prevede la possibilità per trenta studenti dell'istituto di frequentare l'università cinese per due settimane ogni anno scolastico.

## Statistiche (anni 2010-2015)
La popolazione studentesca è composta per circa 2/3 da studentesse e per circa 1/3 da studenti. Vi è un basso numero di stranieri, che compresi quelli di seconda generazione non superano in media le 150 unità. I bocciati agli scrutini finali sono circa sulle 70-80 unità.